# Felip Cirera
Felip Cirera, alias Felip Palacios, o Félix de Palacio, fue un cocinero del palacio episcopal de Vich del siglo XIX y que escribió un breve tratado gastronómico en catalán titulado: Avisos o sian reglas senzillas a un principiant cuyner o cuynera adaptadas a la capacitat dels menos instruhits. 
Fue contemporáneo de Jacinto Verdaguer, existiendo la posibilidad de que se hubieran conocido.